# Zerka T. Moreno
Zerka Toeman Moreno (Amsterdam, 13 giugno 1917 – Rockville (Maryland), 19 settembre 2016) è stata una psicoterapeuta olandese naturalizzata statunitense.
È stata la moglie e la collaboratrice più stretta di Jacob Levi Moreno, e cofondatrice del metodo attivo dello psicodramma.

## Biografia

### Le origini
Celine Zerka Toeman nasce ad Amsterdam il 13 giugno 1917. I nonni paterni erano commercianti di grano che, come molte altre famiglie ebree dell’epoca, lasciarono Varsavia per recarsi in Inghilterra quando il padre di Zerka, Joseph Toeman, era ancora in fasce. La madre, Rosalia Gutwirth, proveniente dall’Est Europa, dovette spostarsi con la sua famiglia nei Paesi Bassi. Sarà in Olanda che Zerka, la più giovane di quattro figli, vivrà la prima parte della sua vita. Nel 1931 i suoi genitori si trasferirono a Londra, quando Zerka aveva quattordici anni, ricongiungendosi al resto della famiglia del padre. Qui, la giovane finì di frequentare le superiori e successivamente studia arte e design di moda. Nel 1939 attraversa per la prima volta l’Atlantico per giungere negli USA con alcuni amici di famiglia.

### L'incontro con Moreno
Nel 1942 Zerka incontra lo psichiatra Jacob Levi Moreno per via dei disagi affettivi di sua sorella Naomi, dopo vani tentativi diagnostici e terapeutici. Fu in questo incontro con Moreno e con il suo innovativo metodo noto come psicodramma che Zerka trovò quel “motivo genuino per la sua esistenza” che le permise per la prima volta di coltivare qualcosa che avesse per lei un profondo valore. Divenne musa di Moreno, sua socia e compagna, dando vita a iniziative di profondo spessore che consolidarono l’esperienza del Sanatorium di Beacon, N.Y, ove a differenza degli altri ospedali psichiatrici, c’era un teatro per scopi terapeutici.
Nel 1942 Jacob Levi e Zerka fondano l’Istituto di Sociometria al 101 di Park Avenue, la cui apertura ufficiale avviene nel marzo dello stesso anno. Sempre nel 1942 sul numero di maggio della rivista Sociometria, Moreno e Zerka pubblicano “L’approccio di gruppo nello psicodramma”, il primo di molti articoli a firma congiunta. Da questo momento, il nome di Zerka Toeman comparirà sempre più spesso fra i contributi alla letteratura psicodrammatica. Nel 1947 Zerka e Jacob Levy creano il giornale “Sociatry: Journal of Group and inter-Group Therapy”, ribattezzato più volte e oggi noto come “Journal of Group Psychotherapy, Psychodrama and Sociometry”.
Nel 1949 Zerka Toeman sposa Jacob Levi Moreno e nel 1951 fondano insieme la Società di Psicodramma e Psicoterapia di Gruppo, che verrà ribattezzata Società Americana di Psicoterapia di Gruppo e Psicodramma (ASGPP) ancora oggi attiva. Nel 1952 la nascita di Jonathan Moreno sarà occasione di gioia e di un approfondimento concreto dell’approccio educativo attraverso lo psicodramma e il role playing, sempre più vissuto da Zerka come strumento utile a una vita serena e creativa ove più che le parole contano l’azione e l’empatia tra le persone agevolata dalla tecnica dello scambio dei ruoli.
Nel 1958, Zerka subisce l’amputazione del braccio destro per un cancro: la vicissitudine non la blocca nelle sue attività e per affrontare quel difficile momento concorda col marito di renderlo oggetto di un lavoro psicodrammatico.
Dalla morte di Moreno avvenuta nel 1974, Zerka continuò per più di trent’anni la propria formazione e l’insegnamento del metodo psicodrammatico formando psicodrammatisti in tutto il mondo e continuando a pubblicare articoli e libri.

### Zerka Moreno in Italia
Nel 1983 al teatro Flaiano di Roma Luigi Squarzina, direttore del Teatro di Roma, Ottavio Rosati e l'americanista Fernanda Pivano chiamarono Zerka Moreno a realizzare il primo psicodramma tenuto in un teatro italiano a proposito di un'opera del Teatro nel teatro: Questa sera si recita a soggetto (1930). Il pubblico rimasto fuori avrebbe riempito il teatro due volte. Zerka Moreno sceglierà la fotografia che la ritrae sul palco del Flaiano tra vecchie marionette, come copertina della sua autobiografia To Dream Again: a memoir (2012)

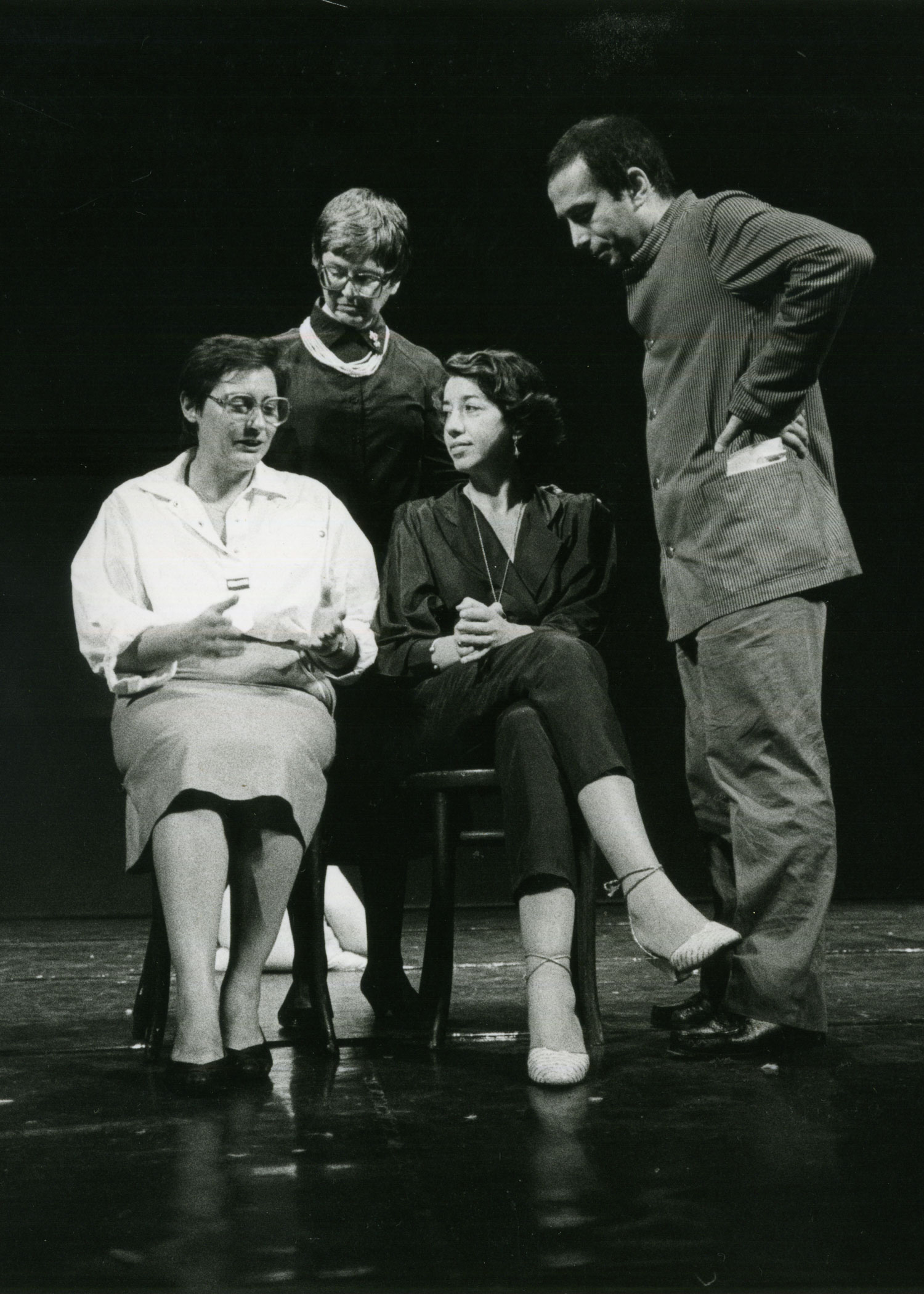
Zerka Toeman Moreno nel socioplay di Ottavio Rosati su "Ciascuno a suo modo" di Pirandello. Teatro stabile di Torino 1986

Nel 1986 il Teatro Stabile di Torino chiamò Zerka Moreno in Italia come protagonista di un evento teatrale ideato e diretto da Ottavio Rosati al Teatro Carignano in onore del 50º anniversario della morte di Luigi Pirandello. L'incontro, in cui Dario Fo dava voce a Moreno, era centrato sulla commedia di Pirandello Ciascuno a suo modo (1924) in cui due donne (una "reale" e una che è il suo doppio teatrale) hanno due nomi misteriosi ma significativi. Uno è La Morello -evidente anagramma di Moreno e Pirandello-  e indica l'attrice Delia Morello nota a tutta la città per i suoi scandali. Il secondo nome, corredato di parentesi: la Moreno (che tutti sanno chi è) indica invece il personaggio della commedia nella commedia che Pirandello ha scritto pensando alla Morello e di cui il pubblico aspetta la prima rappresentazione. Un numero speciale della rivista Atti dello psicodrammadimostrò che questo meta-personaggio (che tutti sanno chi è) era una criptografia con cui Pirandello indicava ironicamente che nel 1924 non tutti (anzi nessuno) sapevano dei segreti legami tra la sua opera e quella di Jacob Levi Moreno. Rosati scrive: in altre parole Moreno è il doppio di Pirandello e viceversa. Si tratta di un sofisticato gioco di allusioni.
Al Carignano, affollato di spettatori per i conflitti e gli scandali (veri e falsi) che avevano messo a rischio l'evento, Zerka Toeman Moreno, senza sapere molto del disegno alla Escher in cui l'avevano coinvolta, diresse un sociodramma col pubblico e uno psicodramma con Pier Luigi Pirandello, nipote dello scrittore, figlio del pittore Fausto Pirandello e, a sua volta, doppio del nonno. Il pubblico e la stampa decretarono un grande successo alla spontaneità di Zerka Moreno, alla sua padronanza del palcoscenico e al suo calore umano. Rai e Plays realizzarono i video dell'evento.
Nel 1990 don Mario Picchi a Roma conferisce a Zerka Toeman Moreno la medaglia J.L. Moreno che Ettore Frapiccini, incisore della Zecca italiana, ha coniato per il Centro Italiano di Solidarietà, premiando il grande contributo dato allo sviluppo dello psicodramma e del sociodramma nelle comunità terapeutiche del mondo

### La morte
Zerka Toeman Moreno morì a Rockville, Maryland, il 19 settembre 2016, all’età di 99 anni. La sua vita fu dedita a quella che lo stesso Moreno definì la “Shakespearean psychiatry”, ovvero la psichiatria che con l’improvvisazione teatrale del proprio vissuto fa emergere comprensione ed empatia tra la gente, ingenerando fiducia in sé e negli altri. In “The Life They Lived” del New York Times Magazine di quell’anno viene ricordata come grande psicodrammatista e come donna sensibile, rigorosa e attenta, profondamente impegnata a cercare di migliorare il mondo attraverso lo psicodramma.